# Garrincha, alegria do povo
Garrincha, alegria do povo (traducibile come "Garrincha, gioia del popolo") è un documentario brasiliano del 1962 avente come protagonista il calciatore Garrincha, ripreso all'apice della carriera. La pellicola, in bianco e nero, fu diretta da Joaquim Pedro de Andrade e ha una durata di cinquantotto minuti. L'originale si deteriorò e fu così restaurato nel 2006. È stato il primo documentario realizzato su uno sportivo in Brasile. Il film è stato proiettato alla 63ª Mostra di Venezia in occasione della retrospettiva monografica dedicata all'autore.

## Trama
Il film alterna immagini di Garrincha in azione col Botafogo e la Seleção con alcune scene di quotidianità, quali la routine degli allenamenti con la squadra di club e la preparazione per entrare in campo (con apparizioni di giocatori dell'epoca, come Zagallo, Jairzinho  e Manga). Garrincha appare nell'atto di comprare dei dischi a Rio de Janeiro e successivamente mentre danza con alcune delle sue sette figlie. Accompagnando le immagini, il narratore Heron Domingues racconta alcuni fatti della vita del giocatore, come quello di abitare in una casa ceduta dall'industria tessile nella quale Garrincha lavorava. Garrincha è descritto come un cattivo operaio, capace di addormantarsi sul posto di lavoro nonostante il frastuono dei macchinari, ma non veniva licenziato poiché era il miglior giocatore nelle partite che la squadra della fabbrica disputava nei fine settimana. Viene anche detto che Garrincha ha saputo delle sue gambe storte solo leggendolo sui giornali.
Con rapide dichiarazioni di Garrincha sulla fama conquistata e del medico che descrive la anormalità del suo ginocchio, il punto di forza del documentario sono le scene classiche del giocatore in campo, con i dribbling ed i gol realizzati con la maglia del Botafogo e della Nazionale brasiliana ai Mondiali. Il film immortala inoltre una delle migliori prestazioni del giocatore, ovvero l'incontro con il Flamengo del campionato carioca del 1962, partita in cui Garrincha mise a segno due reti.

## Critica
Considerato oggi uno dei migliori documentari sul calcio mai realizzati in Brasile, la pellicola non fu apprezzata da parte dei contemporanei. Secondo il critico Antônio Moniz Viana il film sarebbe stato realizzato da "qualcuno a cui il calcio non piace". Ciò fu dovuto al fatto che esso mostrò il rapporto del protagonista con tale sport non solo nel suo aspetto meramente ludico, ma anche come fonte di problemi. Questi sono determinati dalla sovrapposizione della figura dell'"idolo" a quella dell'"uomo", con conseguente produzione di un effetto alienante. Tale prospettiva è dovuta alla chiave di lettura politica con cui Andrade, cineasta impegnato, interpreta il personaggio.